# Kasiri
El kasiri es una bebida alcohólica preparada mediante la fermentación de la cassava (mandioca). Los aborígenes americanos de Surinam preparan el kasiri. La bebida es también llamada 'cerveza cassava' y se la prepara en los hogares.

## Características
Los raíces maduras de la planta de cassava, que poseen un sabor amargo, son molidas, diluidas en agua, y prensadas en un prensa cilíndrica para extraer su jugo, mientras que las hojas jóvenes son utilizadas como alimento. Las hojas contienen un alto contenido de vitaminas A y C. La pasta de cassava es cocinada para producir una especie de pan tipo panqueque mientras que el jugo extraído es fermentado para producir un licor fuerte llamado kasiri.
El jugo puede ser concentrado y azucarado hasta convertirse en un jarabe viscoso oscuro llamado kasripo (casareep). Este jarabe posee propiedades antisépticas y es utilizado como saborizante.